# میکیئو ساکای
میکیئو ساکای (انگلیسی: Mikio Sakai؛ زادهٔ ۲۴ اوت ۱۹۷۰) خواننده، آهنگساز، ترانه‌سرا، و ترانه‌پرداز اهل ژاپن است.